# 西村晃
西村 晃（、1923年〈大正12年〉1月25日 - 1997年〈平成9年〉4月15日）は、日本の俳優、声優。北海道札幌市出身。

## 来歴・人物
日本初でありかつ東洋初でもあるロボットとされる「學天則」を製作した北海道帝国大学教授・西村真琴の次男。後に映画『帝都物語』では父・真琴役を演じた。
戦前の学生時代より、新し物好きの父より与えられたローラースケートを始め、日本のローラースケーターのパイオニアの一人として藤山一郎らと並ぶ知名度を既に得ていた。
父が北海道帝国大学教授を退官し大阪毎日新聞に論説委員として入社したため、大阪府豊中市へ転居。1940年日本大学専門部芸術科に入学。大学在学中より舞台で活動していたが、太平洋戦争の激化とともに1943年の学徒動員で兵役にとられ、第十四期海軍飛行予備学生となり、土浦海軍航空隊にて二ヶ月間の士官教育を受けた。同期の友人に、裏千家15代家元の千玄室がいる。ある時、上官から特攻志願者を募る旨を通達されると、千に「自分は行きたくない」ともらしたが、二人とも徳島海軍航空隊の白菊特攻隊員に配属された。この時の戦友は千と2人しか生き残っていない。串良基地から3回、沖縄へ向けて飛び立ったが、出撃機不良で基地に引き返し、その後終戦を迎えている。
復員してからは本格的に演劇活動を再開し、1946年に東京芸術劇場の第一期生となる。翌1947年に退団して東京青年劇場を結成。1951年、新協劇団の準劇団員となり、1954年には岡田英次、木村功らと劇団青俳を立ち上げた。
新劇俳優として活動する中、1951年に佐分利信監督作『風雪二十年』で映画デビューしてからは、映画やテレビドラマでも活躍。1954年から製作再開した日活と本数契約を結んだ。日活プログラムピクチャーでは悪役や敵役が多かった。映画では『赤い殺意』での演技が認められ、数々の賞を受賞。また、アニメや洋画の吹き替え等声優としても活躍した。
1982年12月16日より『水戸黄門』で東野英治郎の後任として2代目水戸光圀役に就き初主役となる。1983年5月10日の収録から東野同様に悪役で売ってきた西村は、どこかとぼけた喜劇的要素を活かし、それまでの代名詞だった月形龍之介や東野に比して若々しいイメージから「シティボーイ黄門」と呼ばれ、上品な振る舞いや風格で親しまれ、お茶の間の人気者となる。だが、1992年の第21部放送直後、長年連れ添った則子夫人が亡くなったショックで光圀役を降板、同年9月25日収録の最後の立ち回りのシーンでは涙目になっていた（光圀役として足掛け9年間、出演回数は283回であった）。後任は佐野浅夫。
1995年11月に食道癌の手術を受け、この時は元気に退院した。1997年3月にスペシャルドラマ『黄落』の収録の時も元気だったが、同年4月14日夜に自宅で急性心不全を起こし、翌日4月15日午前6時半に死去。74歳没。葬儀は密葬で行い、葬儀委員長は生前の約束で千玄室が務めた。死後、同年に放送された特別ドラマが最後の出演作品となった。墓所は多磨霊園。

## エピソード
- 川口浩が隊長を務め、危険な秘境を探検する『川口浩探検隊シリーズ』が始まる以前、「西村晃探検隊」があった。

- 俳優養成所の舞台芸術学院の特別講師を務めたことがあり、市村正親が卒業後、俳優修行の一環として西村の付き人をしていた時期がある（1970年から73年ごろの約3年間）。市村は、西村本人と周りに集まってくる名優たち（三國連太郎や小沢昭一ら）を見て「一流の役者の振る舞いや言動を知った」という。西村は市村を「いっちゃん」と呼んでいた。

- いずみたくが作ったざれ歌を歌っていた（人間バンザイ。1970年発売。作詞は山上路夫）。一時期ラジオで流されたが放送禁止になってしまい、あまり知られていない。「自民の先生がするときは、無理やり通そとなさいます、はあーなさいます」にはじまる政党編（1番）と、「数学の先生がするときは、角度かんがえなさいます〜」などの学校の先生編（2番）があった。

- 『炎立つ』の第1部では『水戸黄門』で共演していた里見浩太朗とも共演した。撮影中の休憩時間、里見が西村に対して「ご隠居、江刺は初めてですか？」と声をかける場面があったという。なお、里見は同作がNHKドラマ初出演となったのに対し、西村は最後の大河ドラマ出演作となった。

- 『水戸黄門』以前は悪役イメージが強かった。グロテスクなメイクを施した怪奇映画出演なども少なくないが、『吸血髑髏船』で共演した岡田真澄のDVD用インタビューによると、西村はこの種の企画や役どころが根っから大好きで、撮影時はいつも大乗りだったという。

- 『水戸黄門』出演時代、TBSテレビ「クイズまるごと大集合」特番で『クイズ100人に聞きました』の「日本のプロ野球12球団の外国人選手全員に聞きました。嫌いな日本の食べ物は何?」との問いに、西村は真顔で「玉子焼き!」と答え、このコーナーの司会者ビートたけしや他の出演者を笑わせる天然エピソードがあった（結果は不正解）。

## 受賞歴
- 第19回毎日映画コンクール男優主演賞（1964年）『赤い殺意』
- 第37回毎日映画コンクール男優演技賞（1982年）『マタギ』[8]
- 紫綬褒章（1987年）
- 勲四等旭日小綬章（1994年）

## 出演作品（俳優）

### 映画
- 風雪二十年（1951年、東映）

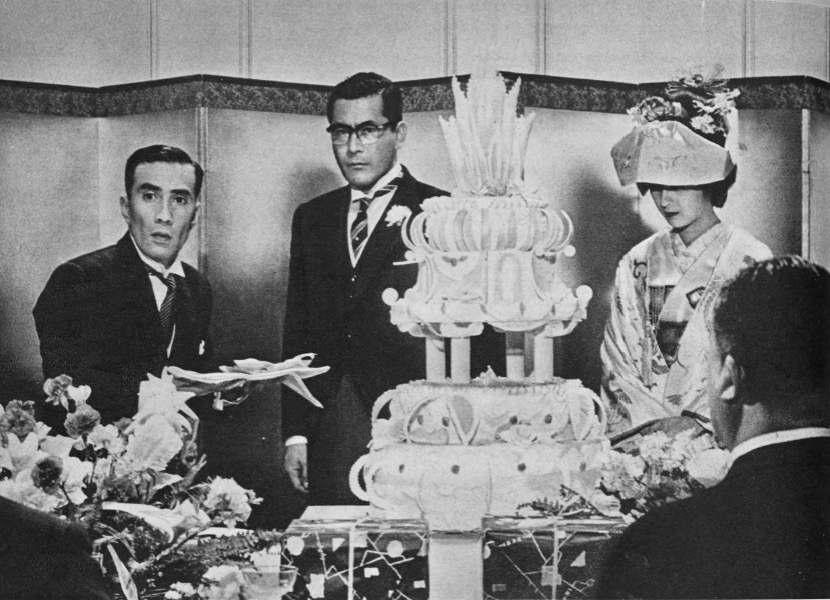
『悪い奴ほどよく眠る』（1960年）

- 真空地帯（1952年、新星映画） - 大住軍曹
- 山びこ学校（1952年、八木プロ） - 新田
- 雲ながるる果てに（1953年、重宗プロ・新世紀映画）
- 死の追跡（1953年、東映）
- 太陽のない街（1954年、新星映画）- 刑事
- 億万長者（1954年、青俳クラブ） - 大阪弁の男
- 日の果て（1954年、八木プロ）
- 由起子（1955年、中央映画） - 警官
- 暴力街（1955年、東映）
- ビルマの竪琴 第一部・望郷篇 第二部・帰郷篇（1956年、日活） - 馬場一等兵
- 沖縄の民（1956年、日活） - 甘藷堀の兵隊
- 牛乳屋フランキー（1956年、日活） - 税務署係員
- 幕末太陽傳（1957年、日活） - 気病みの新公
- 海の野郎ども（1957年、日活） - めっかち
- 鷲と鷹（1957年、日活） - 彦兵衛
- 夜の牙（1958年、日活） - 加納執事
- 楢山節考（1958年、松竹） - 村人
- 東京のバスガール（1958年、日活） - 青井一太郎
- 眼の壁（1958年、松竹） - 瀬川弁護士
- 紅の翼（1958年、日活） - 水谷鉄司
- 南国土佐を後にして （1959年、日活） - ベレーの寛
- 東京の孤独（1959年、日活）
- 逃亡者（1959年、日活）
- 爆薬に火をつけろ（1959年、日活）
- 銀座旋風児（1959年、日活）
- 荷車の歌（1959年、全国農村映画協会） - 初造
- 清水の暴れん坊（1959年、日活）
- にあんちゃん（1959年、日活） - 北村五郎
- どんと行こうぜ（1959年、松竹）
- 銀座のお兄ちゃん挑戦す（1960年、松竹）
- 拳銃無頼帖 抜き射ちの竜（1960年、日活）
- 黒い画集 あるサラリーマンの証言（1960年、東宝） - 奥平
- 霧笛が俺を呼んでいる（1960年、日活）
- 悪い奴ほどよく眠る（1960年、東宝） - 白井課長[3]
- 波の塔（1960年、松竹） - 林弁護士
- ある脅迫（1960年、日活）
- 錆びた鎖（1960年、日活）
- 男の怒りをぶちまけろ（1960年、日活）
- 街から街へつむじ風（1961年、日活）
- 豚と軍艦（1961年、日活） - 矢島
- ゼロの焦点（1961年、松竹） - 鵜原宗太郎[3]
- 用心棒（1961年、東宝） - 無宿物の熊
- 松川事件（1961年、松川事件劇映画製作委員会） - 吉田警察部長
- 南の島に雪が降る（1961年、東宝）
- 若い狼（1961年、東宝） - 坂田喬
- 妖星ゴラス（1962年、東宝） - 村田宇宙省長官[9][3][5]
- 箱根山 (1962年、東宝)
- 山麓（1962年、東映） - 三つ峰路春
- 忍びの者（1962年、大映） - 下柘植の木猿
- 秋津温泉（1962年、松竹） - 闇屋
- ぶらりぶらぶら物語（1962年、東宝)
- 夢で逢いましょ（1962年、東宝） - 中山刑事
- 馬喰一代（1963年、東映）-  小坂六太郎
- 無宿人別帳（1963年、松竹）
- 太平洋の翼（1963年、東宝） - 稲葉上飛曹[9][3]
- 天国と地獄（1963年、東宝） - 債権者
- 白と黒（1963年、東宝） - 平尾部長刑事
- 台所太平記（1963年、東宝） - 呉服屋新田
- 拝啓天皇陛下様（1963年、松竹） - 原一等兵
- 無法松の一生（1963年、東映）
- 陸軍残虐物語（1963年、東映）
- 十三人の刺客（1963年、東映）
- 武士道残酷物語（1963年、東映） - 山岡部長
- 幕末残酷物語（1964年、東映） - 土方歳三
- ミスター・ジャイアンツ 勝利の旗（1964年、東宝） - 酔客
- 赤い殺意（1964年、日活） - 高橋吏一
- 散歩する霊柩車（1964年、東映）
- 肉体の盛装（1964年、東映）
- くノ一化粧（1964年、東映）
- アンコ椿は恋の花（1965年、松竹） - 白木作造
- にっぽん泥棒物語（1965年、東映）
- 徳川家康（1965年、東映） - 今川義元
- 眠狂四郎炎情剣（1965年、大映） - 鳴海屋太兵衛
- 赤ひげ（1965年、東宝） - 家老
- 太平洋奇跡の作戦 キスカ（1965年、東宝） - 軍令部赤司参謀[9][3]
- 忍法忠臣蔵（1965年、東映） - 千坂兵部
- 怪談せむし男（1965年、東映） - せむし
- 怪談片目の男（1965年、東映） - 恩田晃一郎
- 「エロ事師たち」より 人類学入門（1966年、日活） - 真田警部
- 大菩薩峠（1966年、東宝）
- 博徒七人（1966年、東映） - 小山正五郎
- 脅迫 おどし（1966年、東映） - 川西
- 牙狼之介 地獄斬り（1967年、東映）-河津孫兵衛
- 伊豆の踊子（1967年、東宝）
- 花札渡世（1967年、東映） - 秋葉兵助
- あゝ同期の桜（1967年、東映） - 花田一水
- 列車シリーズ（東映）
  - 喜劇急行列車（1967年） - 老機関士
  - 喜劇初詣列車（1968年）
- 爆弾男といわれるあいつ（1967年、日活） - 筧泰造
- 続大奥(秘)物語（1967年、東映） - 板倉源三郎
- 座頭市シリーズ
  - 座頭市牢破り（1967年、大映）
  - 座頭市喧嘩太鼓（1968年、大映京都） - 猿屋宗助
  - 座頭市あばれ火祭り（1970年、大映） - 右の貸元
- 十一人の侍（1967年、東映）
- 悪名十八番（1968年、大映）
- 喜劇爬虫類（1968年、松竹）
- 緋牡丹博徒 一宿一飯（1968年、東映） - 半目の安
- 牡丹燈籠（1968年、大映京都） - 伴蔵
- 怪談 蛇女（1968年、東映） - 弥助
- 黒蜥蜴（1968年、松竹）
- ザ・タイガース 華やかなる招待（1968年、東宝） - 藪井先生
- 吸血髑髏船（1968年、松竹）‐西里
- ドリフターズですよ!特訓特訓また特訓（1969年、東宝） - 三休
- コント55号と水前寺清子のワン・ツー・パンチ三百六十五歩のマーチ（1969年、松竹）- 鶴田長兵衛
- 御用金（1969年、東宝）
- 関東おんな悪名 (1969年、大映)
- 荒い海 (1969年)
- でんきくらげ（1970年、大映）
- セックスドキュメント 性倒錯の世界（1971年、東映）- ナレーター
- 戦争と人間 第二部（1971年、日活） - 狩野市郎
- 喜劇 女売出します（1972年、松竹）
- 御用牙シリーズ（東宝 / 勝プロ） - 大西
  - 御用牙（1972年） - 大西
  - 御用牙 かみそり半蔵地獄責め（1973年） - 大西孫兵衛
  - 御用牙 鬼の半蔵やわ肌小判（1974年）
- 修羅雪姫（1973年、東宝）
- 津軽じょんがら節（1973年、ATG） - 塚本為造
- 華麗なる一族（1974年、東宝） - 綿貫大同銀行専務
- 脱獄広島殺人囚（1974年、東映） - 小島助造
- 金環蝕（1975年、東宝） - 朝倉節三
- 告訴せず（1975年、東宝）
- 桜の森の満開の下（1975年、東宝）
- 新仁義なき戦い 組長の首（1975年、東映）
- 君よ憤怒の河を渉れ（1976年、松竹）- 長岡了介
- 喜劇 百点満点（1976年、東宝）
- やくざ戦争 日本の首領（1977年、東映）
- 北陸代理戦争（1977年、東映）
- 泥だらけの純情（1977年、東宝）
- 事件（1978年、松竹） - 大村吾一
- 日蓮（1979年、松竹） - 阿仏房
- 紋殺（1979年、ATG）
- あゝ野麦峠（1979年、東宝） - 政井友三郎
- ザ・ウーマン（1980年、東宝）
- アゲインスト むかい風（1981年、東宝）
- マタギ（1982年、青銅プロダクション）
- 三等高校生（1982年、東宝）
- 人生劇場（1983年、東映）
- 空海（1984年、東映） - 佐伯田公
- 犬死にせしもの（1986年、松竹）
- 帝都物語（1988年、東宝） - 西村真琴
- マイフェニックス（1989年、東宝）
- 釣りバカ日誌スペシャル（1994年、松竹）
- 四十七人の刺客（1994年、東宝） - 吉良上野介
- サラリーマン専科（1995年、松竹）

### テレビドラマ
- 明日は日曜日（1956年 - 1957年、NTV）
- どたんば（1956年、NHK）
- 怪談宋公館（1957年、NHK）
- 相棒（1957年、NTV）
- 新釈諸国ばなし（1957年 - 1958年、NTV）
- お好み日曜座（NHK）
  - にしん場（1958年）
  - 小判をみがくな（1959年）
- テレビ劇場（NHK）
  - かあちゃん（1958年）
  - 空白の意匠（1959年）
  - 母と娘（1960年）
  - 澪（1960年）
  - 死せるものと生けるものと（1961年）
- ほほえむ太陽（1958年、NTV）
- 夫婦百景(NTV）
  - 第23話「ある性格違いの夫婦」（1958年）
  - 第105話「しわんぼ亭主」（1960年）
- ヤシカゴールデン劇場（NTV）
  - 悦子の笛（1959年）
  - 東京の幽霊（1959年）
  - 当り屋新太物語（1960年）
  - 青い花火（1960年）
- 狼が来たよ（1959年、NTV）
- 氷雨（1959年、NHK）
- おとし穴（1959年、NET）
- SOSパリ（1959年 - 1960年、NTV）
- NECサンデー劇場 / 今日はエトランゼ（1959年、NET）
- この空の下に 第8話「僕らに誇りを」（1960年、NTV）
- サンヨーテレビ劇場（1960年、KR）
  - 正義派
  - 砂時計
- 三菱ダイヤモンド劇場「鏨師」（1960年、CX）
- 戦争 第16話「服」（1960年、CX）
- 雑草の歌 第123話「父子寮」（1960年、KR）
- 侍 第3話「土佐犬」（1960年、CX）
- プリンス劇場「脅迫時代」（1960年、CX）
- 日立劇場「傑作家族」（1961年、TBS）
- プラチナサスペンス「いま生きている」（1961年、TBS）
- マーサ（1961年、KBC）
- 東芝土曜劇場（CX）
  - 濁流（1961年）
  - だにとダイヤモンド（1962年）
- 重たい影（1961年、NET）
- プリンススリラー劇場「ひとり芝居」（1961年、CX）
- テレビ指定席（NHK）
  - 天使と未亡人（1961年）
  - ある遍歴（1962年）
- 東芝日曜劇場「賊殺」（1961年、TBS）
- 選挙参謀（1961年、KTV）
- 日立ファミリーステージ「影の地帯」（1962年、TBS）
- 文芸劇場「愛とおそれと」（1962年、NHK）
- 良人の条件（1962年、NTV）
- 松本清張シリーズ・黒の組曲（NHK）
  - 第4話「共犯者」（1962年）
  - 第45話「殺意」（1963年） - 稲田課長
- 大番（1962年 - 1963年、CX）
- ポーラ名作劇場「たんばさん」（1963年、NET）
- 大河ドラマ（NHK）
  - 花の生涯（1963年） - 多田一郎
  - 赤穂浪士（1964年） - 相沢新兵衛
  - 三姉妹（1967年） - えんまの長次
  - 樅ノ木は残った（1970年） - 猿足
  - 春の坂道（1971年） - 河合甚左衛門
  - 国盗り物語（1973年） - 里村紹巴
  - 風と雲と虹と（1976年） - 源護
  - 炎立つ（1993年） - 吉次
- 日本映画名作ドラマ「浮草」（1964年、NET）
- 近鉄金曜劇場「女ざかり」（1964年、TBS）
- コメディー フランキーズ 第31話「ヒトラーを殺した男」（1964年、TBS）
- 徳川家康（1964年 - 1965年、NET）
- スリラー・ドラマ「明日はこうだった」（1964年、NTV）
- 人生劇場（1965年、CX）
- 怪盗ねずみ小僧（1965年 - 1966年、TBS）
- シオノギテレビ劇場（CX）
  - 片岡千恵蔵アワー・落城（1965年）
  - 花咲く港（1967年）
- 武田信玄（1966年 - 1967年、NTV）
- 渥美清の泣いてたまるか（1966年、TBS）
  - 第7話「明日は死ぬぞと」
  - 第13話「さよなら、敬礼!」
- 王さん東遊記（1966年、CX）
- おもろい夫婦シリーズ（1966年 - 1968年、CX）
- 遊撃戦 第4話「見えざる敵」（1966年、NTV）
- これが青春だ（1966年 - 1967年、NTV） - 伊集院校長
- 眠狂四郎 第4話「白首の宿」（1967年、CX）
- 剣（1967年、NTV）
  - 第1話「天下一の剣豪」
  - 第8話「夕映え侍」
- ザ・ガードマン 第144話「夜と昼の顔を持つ男」（1968年、TBS） - 工藤大三
- テレビ映画「カツドウ屋一代」（1968年、MBS）
- 大奥（1968年 - 1969年、KTV） - 徳川家斉
- おんなの劇場「五辨の椿」（1969年、CX）
- あゝ忠臣蔵（1969年、KTV） - 千坂兵部
- 悪一代（1969年、ABC）
- 銀河ドラマ「女優 わが道」（1969年、NHK）
- 鬼平犯科帳
  - 鬼平犯科帳'69 第4話「蛇の眼」（1969年、NET）- 蛇の平十郎 ※松本幸四郎版
  - 鬼平犯科帳'81 第17話「高萩の捨五郎」（1981年、ANB） - 高萩の捨五郎 ※萬屋錦之介版
  - 鬼平犯科帳'82（1982年、ANB） - 相模の彦十 ※萬屋錦之介版
- 江戸川乱歩シリーズ 明智小五郎 第12話「白髪鬼」（1970年、12ch） - 大牟田敏清
- お嫁にいきたい（1970年、CX）
- 木下恵介・人間の歌シリーズ「俄－浪花遊侠伝」（1970年、TBS） - 内山
- 銭形平次 第289話「いつか青空」（1971年、CX / 東映） - 伝兵ヱ
- ナショナル劇場（TBS）
  - 水戸黄門（C.A.L）
    - 第3部 第4話「人狩り -三島-」（1971年12月20日） - 道庵 ※再放送欠番
    - 第6部 第16話「讃岐うどんは恋の味 -高松-」（1975年7月14日） - 源兵衛 ※再放送欠番
    - 第11部 第8話「泥棒を助けた黄門様 -男鹿-」（1980年10月6日） - 多十 ※再放送欠番
    - 第12部 第8話「にせ黄門の悪退治 -米原-」（1981年10月19日） - 大家因喬（偽黄門役） ※再放送欠番
    - 第14部 - 第21部（1983年 - 1992年） - 主演・水戸光圀 役
    - 第14部 第14話「鬼と呼ばれた黄門様 -本庄-」（1984年1月30日） - 子吉屋利右衛門 ※一人二役
    - 第15部 第23話「鬼庄屋にされた黄門様 -篠山-」（1985年7月1日） - 山野井金太夫 ※一人二役
    - 第16部 第36話「めざす敵は瓜二つ -白河-」（1986年12月29日） - 茜屋与平 ※一人二役
    - 第19部 第6話「因業爺は瓜二つ -仙台-」（1989年10月30日） - 広瀬屋宗雪 ※一人二役

  - 江戸を斬る（C.A.L）
    - 江戸を斬るII 第8話「お小夜のゆくえ」（1975年12月29日） - 松造
    - 江戸を斬るIII 第22話「人を見て法を説け」（1977年6月13日） - 幸兵衛
    - 江戸を斬るVI 第5話「消えた怪盗土蜘蛛十蔵」（1981年3月16日） - 土蜘蛛の十蔵
- 長谷川伸シリーズ 第15話、第16話「関の彌太ッぺ（前編、後編）」（1973年、NET） - 箱田の森介
- 恐怖劇場アンバランス 第7話「夜が明けたら」（1973年、CX / 円谷プロ） - 服部康吉
- 旅人 異三郎 第23話「友禅模様に父の幻を見た」（1973年、12ch） - 人斬り林蔵
- ぶらり信兵衛 道場破り 第2話「さむらいの子」（1973年、CX） - 村上佐七郎
- 河を渡ったあの夏の日々（1973年10月6日、NHK） - 神崎兵五郎
- 唖侍 鬼一法眼 第14話「花の舞台」（1974年、NTV） - 定吉
- 子連れ狼 第2部（1974年、NTV） - 柳生烈堂 ※萬屋錦之介版
- ザ・ボディガード（1974年、NET） - 伊達正
- あの角の向う （1974年、NHK）
- 傷だらけの天使（1974年 - 1975年、NTV） - 海津警部
- 座頭市物語 第15話「めんない鴉の祭り唄」（1975年、CX） - 高萩の満二郎
- 破れ傘刀舟 悪人狩り（NET / 三船プロ）
  - 第21話「口八丁仁義」（1975年） - 宗春
  - 第67話「初姿おんな鉄火纏」（1976年） - 卯平
  - 第123話「母と子の挽歌」（1977年） - 磯貝主水
- 太陽にほえろ! （NTV / 東宝）
  - 第163話「逆転」（1975年） - 権藤義一（城北署警視）
  - 第510話「ラガーの大追跡」（1982年） - 志賀忠信
- 遠山の金さん 第1シリーズ 第9話「逃がし屋を追え!!」（1975年、NET） - 中津川弦斎 ※杉良太郎版
- ナショナルゴールデン劇場 / 七色とんがらし （1976年、NETテレビ） - 雪之丞
- 桃太郎侍 第5話「ああ、涙のつばめ返し」（1976年、NTV） - 前田玄斉 ※高橋英樹版
- 大江戸捜査網 第269話「涙の花嫁衣裳」（1976年、12ch） - 仁兵衛
- 夜明けの刑事 第89話「犯人は誰だ！恐怖のアパート連続殺人」 - 宮本英雄
- ドラマ人間模様 / 冬の桃（1977年、NHK）
- 新・座頭市 第1シリーズ 第11話「風に別れた二つ道」（1977年、CX） - 吉蔵
- 同心部屋御用帳 江戸の旋風III 第4話「捕物の神様」（1977年、CX）
- 横溝正史シリーズ「犬神家の一族」（1977年、MBS） - 古舘恭三
- 森村誠一シリーズ「腐蝕の構造」（1977年、MBS / 東映） - 本田義和
- 海は甦える（1977年、TBS） - 伊藤博文
- 土曜ワイド劇場（ANB）
  - 江戸川乱歩の「魔術師」より 浴室の美女（1978年、東映） - 奥村源造
  - 脅迫 幸福を買いませんか（1978年、東宝）
  - ある誘拐 裁かれる刑事（1978年、三船プロダクション）
  - 翔んでる女が消えた! 善福寺池バラバラ殺人事件（1979年、東宝映像）
  - 田舎刑事 まぼろしの特攻隊（1979年） - 深沢寛一
  - 映画村殺人事件 愛の邪魔ものを消せ!（1980年、東映）
  - ヒット曲は殺しのテーマ（1982年）
  - 殺人フィルムへの招待（1982年）
  - 松本清張の危険な斜面（1982年、東映） - 西島卓平
  - 松本清張の殺人行おくのほそ道（1983年、松竹）
  - 十三階の女 殺人法廷で唄う山中ぶし（1983年、ABC / アズバーズ）
  - 家政婦は見た!（15）（1996年） - 太田垣隆光
- 江戸の鷹 御用部屋犯科帖（1978年、ANB / 三船プロダクション） - 鳴神烈堂
- 魂の試される時（1978年、CX） - 丹波心郷
- 白い巨塔（1978年、CX） - 滝村恭輔
- 特捜最前線 第86話「死んだ男の赤トンボ!」（1978年、ANB / 東映） - 五條彦八郎
- 消えた巨人軍  第4・5(最終)話（1978年、NTV / 東映） - 入江高具
- 不毛地帯（1979年、MBS） - 久松清蔵
- 午後の恋人（1979年、CX）
- 日本巌窟王（1979年、NHK）-大久保彦左ヱ門
- 非情のライセンス 第3シリーズ 第8話「兇悪の天使・舞い降りた殺人」（1980年、ANB） - 古川総裁
- 裸の大将放浪記 （KTV / 東阪企画）
  - 第2回「欲張りの人も沢山いるので」（1980年） - 旅館の主人
  - 第59回「清が誘拐されサァ大変」（1993年） - 竹本幸之介
- 服部半蔵 影の軍団 第21話「潜伏! 蛇の穴」（1980年、KTV） - 仙蔵
- 虹を織る（1980年、NHK） - 剣道の師範
- 猿飛佐助（1980年、NTV） - 徳川家康
- 噂の刑事トミーとマツ 第1シリーズ 第43話「ゆきすぎ課長辞職! さて後任は?」（1980年、TBS） - 立花
- 時代劇スペシャル（CX）
  - 沓掛時次郎 この愛に命をかけた流れ旅（1981年） - 安兵衛
  - 怪傑黒頭巾（1981年） - 勝海舟
  - 新吾十番勝負 尾張六十一万石将軍吉宗への謀叛（1982年） - 柳生如雲斎
  - 御用船炎上（1982年） - 弥吉
- 森繁久彌のおやじは熟年 第11話「勘当されたダメ親父!」（1981年、ANB） - 音吉
- 火曜サスペンス劇場（NTV）
  - 球形の荒野（1981年、三船プロ） - 松村忠介
  - 武蔵野遊歩道の殺人（1991年11月） - 主演
- 警視庁殺人課 第10話「泥沼に咲くバレリーナ」（1981年、ANB） - 深見康之助
- 松本清張シリーズ・けものみち（1982年、NHK） - 鬼頭洪太
- ザ・サスペンス（TBS） 
  - 肉体の処刑・人妻はなぜ胸に花を飾って殺される？（1982年8月7日、KANOX）
  - 猟人日記（1983年） - 畑中建太郎
  - 刑事 父と娘の果てしない旅（1984年）
- 銀河テレビ小説（NHK）
  - やつらの戦い（1983年） - 井上勝造
  - やつらの戦い2（1985年） - 井上勝造
- 松本清張シリーズ・波の塔（1983年、NHK） ※映画版にも出演
- 宮本武蔵（1984年、NHK） - 柳生石舟斎
- もしも、学校が…!?（1985年、TBS）
- 忠臣蔵（1985年、NTV） - 荻生徂徠
- 西田敏行の泣いてたまるか 第5話「故郷は緑なりき」（1986年、TBS）
- 女はいつも涙する 代議士の妻たち（1988年、TBS） - 緑川公平
- ウルトラマンをつくった男たち 星の林に月の舟（1989年、TBS） - 円谷英二
- 冬陽の道（1989年7月1日、NHK）
- いつか好きだと言って（1993年、TBS） - 柚木源史郎
- 代議士の妻たちスペシャル（1993年、TBS） - 緑川公平
- 大忠臣蔵（1994年、TBS） - 吉良上野介
- 三軒目の誘惑（1994年、NTV） - 吉元孝治郎
- ドラマ新銀河（NHK)
  - 青空にちんどん（1994年） - 花丸勘十郎
  - 妻の恋（1995年） - 村瀬芳雄
- 家なき子2（1995年、NTV） - 一条泰造
- 大地の子（1995年、NHK） - 稲村嘉三
- 風の刑事・東京発!（1995年、ANB） - 風間良輔 ※病気のため途中降板
- 黄落（1997年、TX） - 佐藤定吉 ※遺作

### 舞台
- 国定忠治（1957年 - 1958年、新協劇団・劇団中芸合同公演） - 国定忠治[10]
- 勇敢なる兵卒シュベイク（1964年、人形劇団プーク） - シュベイクの声[11]
- 国定忠治（1967年、東京芸術座） - 国定忠治[12]

### ラジオ番組
- 西村巻談（TBSラジオ）

## 出演作品（声優）

### テレビアニメ
- 野球狂の詩（1977年） - 岩田鉄五郎〈初代〉

### 劇場アニメ
- わんわん忠臣蔵（1963年） - キラー[13]
- ジャックと豆の木（1974年） - 豆売りの老人[14]
- ルパン三世 ルパンVS複製人間（1978年） - マモー[15]
- くるみ割り人形（1979年） - ドロッセルマイヤー、不思議婆さん、森の人形使い、時計商人

### 吹き替え

#### 担当俳優
- ジャック・パランス
  - ホースメン（英語版）
  - チャトズ・ランド
  - オクラホマ巨人
  - 刑事ブロンク（英語版）
- ジェイソン・ロバーズ
  - 権力と陰謀 大統領の密室
  - ザ・デイ・アフター

#### 洋画・海外ドラマ
- 87分署（ロバート・ランシング）
- 小さな目撃者（ライオネル・ジェフリーズ）
- ブラジルから来た少年（ローレンス・オリヴィエ）
- セルピコ（ビフ・マクガイア） ※テレビ朝日版（思い出の復刻版ブルーレイに収録）
- 危険な来訪者（シャルル・アズナヴール）
- マルコ・ポーロ シルクロードの冒険（フビライ・ハーン：イン・ボーチェン）
- かわいそうな悪魔　(ルシファー総裁:クリストファー・リー)
- イントレピッドと呼ばれた男　(イントレピッド:デビッド・ニーヴン)

### ラジオドラマ
- ウロコ座「盤嶽の一生」（1958年、KR）
- 審判（船長）
- 火の鳥 乱世編（平清盛）
- 本覚坊遺文（千利休）
- 死に屋ウサーラ

### ナレーション
- にっぽん'69 セックス猟奇地帯
- 大殺陣 にっぽん剣優列伝
- あゝ同期の桜
- 世界女族物語　(1976、NTV/水曜ロードショー)